# Football Club Cattolica 1982-1983
Questa voce raccoglie le informazioni riguardanti il Football Club Cattolica nelle competizioni ufficiali della stagione 1982-1983.

## Rosa
| N. |                   | Ruolo | Calciatore             |
| -- | ----------------- | ----- | ---------------------- |
|    | Italia (bandiera) |       | Avanzolini             |
|    | Italia (bandiera) | P     | Alberto Bellagamba     |
|    | Italia (bandiera) | D     | Giorgio Benini         |
|    | Italia (bandiera) | P     | Claudio Bertoni        |
|    | Italia (bandiera) | P     | Alberto Betta          |
|    | Italia (bandiera) | D     | Claudio Cianchetti     |
|    | Italia (bandiera) | D     | Stefano Corò           |
|    | Italia (bandiera) | D     | Paolo Dall'Oro         |
|    | Italia (bandiera) | C     | Wagner Di Bartolomeo   |
|    | Italia (bandiera) |       | Fabrizi                |
|    | Italia (bandiera) | C     | Claudio Gambini        |
|    | Italia (bandiera) | C     | Roberto Gianangeli     |
|    | Italia (bandiera) | A     | Massimo Gori           |
|    | Italia (bandiera) | D     | Gilberto Marcontognini |

| N. |                   | Ruolo | Calciatore           |
| -- | ----------------- | ----- | -------------------- |
|    | Italia (bandiera) |       | Menabue              |
|    | Italia (bandiera) | D     | Marco Mingucci       |
|    | Italia (bandiera) | C     | Emanuele Misturi     |
|    | Italia (bandiera) | A     | Enrico Reginaldi     |
|    | Italia (bandiera) | A     | Massimo Roccassaglia |
|    | Italia (bandiera) | D     | Roberto Salalajo     |
|    | Italia (bandiera) | D     | Edgardo Sanchi       |
|    | Italia (bandiera) | A     | Massimo Scalingi     |
|    | Italia (bandiera) | D     | Giuseppe Secchi      |
|    | Italia (bandiera) | C     | Antonello Spinoccia  |
|    | Italia (bandiera) | C     | Mario Stefanelli     |
|    | Italia (bandiera) | D     | Marco Troncon        |
|    | Italia (bandiera) | C     | Massimo Vecchiotti   |
|    | Italia (bandiera) | D     | Roberto Versiglioni  |